# Chad Kroeger
Chad Robert Turton-Kroeger (født 15. november 1974 i Hanna, Alberta, Canada) er en canadisk sanger og guitarist. Han er forsanger for rockgruppen Nickelback. 
Kroeger er oprindeligt født med efternavnet Turton, men han tog senere sin halvbror Mike Kroegers efternavn til sig.

## Privat
I 2013 blev han gift med sangeren Avril Lavigne, men parret blev skilt i 2015. Han har ingen børn.

## Karriere
Foruden at have udgivet ti studiealbum med Nickelback, har Chad Kroeger lavet forskellige projekter. Han har blandt andet lavet nummeret "Hero" til filmen Spider-Man i 2002. Dette gjorde han sammen med sangeren Josey Scott fra bandet Saliva, guitaristen Tyler Connolly fra Theory of a Deadman og trommeslageren Matt Cameron fra Pearl Jam. Han har desuden samarbejdet med med andre kunstnere som Carlos Santana, Daughtry, Dallas Smith,Tim McGraw, Default, Timbaland, Bo Bice og My Darkest Days.